# Церковь Михаила Архангела (Вертлино)
Церковь Михаила Архангела — православный храм Солнечногорского благочиния Московской епархии Русской православной церкви. Расположен в деревне Вертлино Солнечногорского района Московской области.
В мае 1825 году прихожане села Вертлинского направили прошение на имя епископа Московского и Коломенского Филарета, в котором было изложено желание построить каменную церковь в честь святого Архангела Михаила, с приложением архитектурного проекта, автором которого, возможно, являлся А. Ф. Элькинский. Проект был одобрен, а 30 сентября того же года подписана храмозданная грамота.
В 1833 году были завершены строительные работы и освящён придел в трапезной во имя преподобного Кирилла Белозерского. Освящение Архангельского престола произведено около 1841—1842 гг.
10 сентября 1939 года решением Президиума Мособлисполкома церковь была закрыта, а здание передано под школу Комитету по народному образованию.
До конца 1960-х годов колокольня была полностью разрушена, а стенные росписи закрашены. Случившимся после закрытия школы пожаром были уничтожены перекрытия, своды обрушились.
С 2005 года ведутся восстановительные работы — возведены стены и свод колокольни, повешены 11 колоколов, заново отстроен центральный алтарь, оштукатурены и побелены главный и малый приделы, установлен купол, поставлены главки и кресты. Также была построена церковная лавка, к которой в 2013 году были пристроены трапезная, детская комната и комната матери и ребёнка.
В 2014 году в центральном приделе установлен иконостас, написаны, освящены и поставлены иконы его первого яруса; повешено паникадило.

## Духовенство
- Настоятель храма - Протоиерей Дионисий Артемьев
- Иерей Андрей Стайко[1]

## Примечание
1. ↑  Духовенство / Михаило-Архангельская церковь в деревне Вертлино Солнечногорского Благочиния. vertlino.ru. Дата обращения: 31 июля 2021. Архивировано 21 января 2021 года.